# Régularisation de Hadamard
En mathématiques, la régularisation de Hadamard (également appelée partie finie de Hadamard) est une méthode de régularisation d'intégrales divergentes en supprimant certains termes divergents et en conservant la partie finie, introduite par Hadamard 1923, livre III, chapitre I. Riesz 1938 a montré que cela peut être interprété comme prenant le prolongement méromorphe d'une intégrale convergente.
Si l'intégrale de la valeur principale de Cauchy{\displaystyle {\mathcal {C}}\int _{a}^{b}{\frac {f(t)}{t-x}}\,\mathrm {d} t\quad ({\text{pour }}a<x<b)}existe, alors elle peut être dérivée par rapport à x pour obtenir l'intégrale de la partie finie de Hadamard comme suit :{\displaystyle {\frac {\mathrm {d} }{\mathrm {d} x}}\left({\mathcal {C}}\int _{a}^{b}{\frac {f(t)}{t-x}}\,\mathrm {d} t\right)={\mathcal {H}}\int _{a}^{b}{\frac {f(t)}{(t-x)^{2}}}\,\mathrm {d} t\quad ({\text{ pour }}a<x<b).}On note que les symboles {\displaystyle {\mathcal {C}}} et {\displaystyle {\mathcal {H}}} sont utilisés ici pour désigner respectivement la valeur principale de Cauchy et les intégrales de partie finie de Hadamard.
L'intégrale de la partie finie de Hadamard ci-dessus (pour a < x < b ) peut également être donnée par les définitions équivalentes suivantes :{\displaystyle {\mathcal {H}}\int _{a}^{b}{\frac {f(t)}{(t-x)^{2}}}\,\mathrm {d} t=\lim _{\varepsilon \to 0^{+}}\left\{\int _{a}^{x-\varepsilon }{\frac {f(t)}{(t-x)^{2}}}\,\mathrm {d} t+\int _{x+\varepsilon }^{b}{\frac {f(t)}{(t-x)^{2}}}\,\mathrm {d} t-{\frac {f(x+\varepsilon )+f(x-\varepsilon )}{\varepsilon }}\right\},}{\displaystyle {\mathcal {H}}\int _{a}^{b}{\frac {f(t)}{(t-x)^{2}}}\,\mathrm {d} t=\lim _{\varepsilon \to 0^{+}}\left\{\int _{a}^{b}{\frac {(t-x)^{2}f(t)}{((t-x)^{2}+\varepsilon ^{2})^{2}}}\,\mathrm {d} t-{\frac {\pi f(x)}{2\varepsilon }}-{\frac {f(x)}{2}}\left({\frac {1}{b-x}}-{\frac {1}{a-x}}\right)\right\}.}Les définitions ci-dessus peuvent être dérivées en supposant que la fonction f (t) est infiniment dérivable en t = x pour a < x < b, c'est-à-dire en supposant que f (t) peut être représenté par sa série de Taylor autour de t = x . Pour plus de détails, voir Ang. (Il faut remarquer que le terme − f (x)/2(1/b − x − 1/a − x) dans la deuxième définition manque mais est corrigée dans l'erratum du livre).
Les équations intégrales contenant des intégrales de partie finie de Hadamard (avec f (t) inconnue) sont appelées équations intégrales hypersingulières. Les équations intégrales hypersingulières apparaissent dans la formulation de nombreux problèmes de mécanique, comme dans l'analyse des fractures.